# Julian Dean
Julian Carl Bush Dean (* 28. Januar 1975 in Hamilton) ist ein ehemaliger neuseeländischer Radrennfahrer.

## Sportliche Karriere
Julian Dean begann seine Profi-Karriere 1996 beim US-amerikanischen Team Shaklee. 1996 siegte er in der Tour of Somerville. 1999 wechselte er zum US Postal Service Pro Cycling Team. An der Seite von Lance Armstrong gewann er 1999 die Gesamtwertung der Tour of Wellington, 2001 eine Etappe der Vuelta a Castilla y León und das First Union Classic. Anschließend wechselte er zu dem dänischen Team CSC.
Zunächst konnte Dean seinen Sieg beim First Union Classic wiederholen, dann gewann er zwei Etappen bei der Tour de la Region Wallonne sowie die Gesamtwertung. Außerdem entschied er im Herbst eine Etappe des Circuit Franco-Belge für sich. Von 2004 bis 2007 fuhr Dean für das französische ProTeam Crédit Agricole, ab 2008 für Garmin-Slipstream.
Sieben Mal startete Dean bei der Tour de France, 2004 zum ersten Mal. Bei keiner Teilnahme erreichte er einen Platz unter den besten Hundert. Auf der 13. Etappe der Tour de France 2009 wurden Dean und Óscar Freire in einer Abfahrt mit einem Luftgewehr beschossen. Beide trugen jedoch keine ernsthaften Verletzungen davon und konnten das Rennen fortsetzen. 2011 gewann er mit seinem Team sowohl das Mannschaftszeitfahren bei der Tour de France als auch die Teamwertung.
Als Fahrer von Garmin-Transitions nahm er an jeder der drei großen Landesrundfahrten teil, zu denen das Team eingeladen wurde. Er bildete dabei ein erfolgreiches Gespann mit dem US-Amerikaner Tyler Farrar, für den er als Anfahrer bei Massensprints fungierte. 2009 beendete Dean als einziger Radrennfahrer alle drei großen Rundfahrten.
Vier Mal – 1996, 2000, 2004 und 2008 – nahm Julius Dean an Olympischen Spielen teil. Seine besten Platzierung erreichte er 1996 in Atlanta, als er mit dem neuseeländischen Bahn-Vierer (Greg Henderson, Brendon Cameron und Tim Carswell) auf der Bahn Rang acht belegte. 1996 gewann er den nationalen Titel in der Einerverfolgung.
Nach der neuseeländischen Meisterschaft im Januar 2013, bei der er den vierten Platz belegte, beendete er seine Karriere.

## Erfolge
1999
- Gesamtwertung und eine Etappe Tour of Wellington

2001
- First Union Classic

2003
- First Union Classic
- Gesamtwertung und zwei Etappen Tour de la Région Wallonne
- eine Etappe Circuit Franco-Belge

2007
- Neuseeländischer Straßenmeister

2008
- Neuseeländischer Straßenmeister
- Mannschaftszeitfahren Giro d’Italia

2011
- Mannschaftszeitfahren Tour de France

## Grand-Tour-Gesamtwertung
| Grand Tour            | 2004 | 2005 | 2006 | 2007 | 2008 | 2009 | 2010 | 2011 |
| --------------------- | ---- | ---- | ---- | ---- | ---- | ---- | ---- | ---- |
| Giro d’ItaliaGiro     | –    | DNF  | –    | 93   | DNF  | 136  | DNF  | –    |
| Tour de FranceTour    | 127  | –    | 127  | 107  | 110  | 121  | 157  | 145  |
| Vuelta a EspañaVuelta | –    | DNF  | –    | –    | –    | 132  | DNF  | –    |

## Teams
- 1996–1998 Shaklee
- 1999–2001 US Postal Service
- 2002 Team CSC-Tiscali
- 2003 Team CSC
- 2004–2007 Crédit Agricole
- 2008 Garmin-Chipotle
- 2009 Garmin-Slipstream
- 2010 Garmin-Transitions
- 2011 Team Garmin-Cervélo
- 2012 Orica GreenEdge